# Grijsrugstormvogeltje
Het grijsrugstormvogeltje (Garrodia nereis) is een vogel uit de familie van de zuidelijke stormvogeltjes. John Gould gaf de vogel in 1841 zijn wetenschappelijke naam (protonym: Thalassidroma nereis) met een verwijzing naar de Nereïden, in de Griekse mythologie de dochters van de zeegod Nereus.

## Kenmerken
Deze vogel heeft een donkere rug, een witte buik en een grijs band op zijn rug en staart. De lichaamslengte bedraagt 16 tot 19 cm, de spanwijdte 39 cm en het gewicht 21 tot 44 gram.

## Leefwijze
Het voedsel bestaat uit onvolwassen rankpootkreeften en andere schaaldieren, soms ook kleine vissoorten.

## Voortplanting
Het grijsrugstormvogeltje nestelt in kolonies of alleen, meestal op of dicht bij de grond in dichtbegroeid grasland. Broeden doet hij tussen september en december. Het vrouwtje legt één ei dat gedurende 45 dagen bebroed wordt.

## Verspreiding en leefgebied
Het grijsrugstormvogeltje broedt op subantarctische eilanden in de zuidelijke Atlantische Oceaan (Falklandeilanden, Zuid-Georgia en Gough), in de zuidelijke Indische Oceaan (Crozeteilanden en Kerguelen) en nabij Australië en Nieuw-Zeeland (Macquarie-eiland, Chathameilanden, Antipodeneilanden en Aucklandeilanden).

## Bedreiging
Op sommige eilanden worden ze bedreigd door uitheemse katten.

## Status
De grootte van de populatie is in 2004 geschat op 200 duizend vogels. Op de Rode lijst van de IUCN heeft deze soort de status niet bedreigd.